# Alfonso Nieto
José Alfonso Nieto Martínez (ur. 30 października 1991 w mieście Meksyk) – meksykański piłkarz występujący na pozycji napastnika, obecnie zawodnik Pumas UNAM.

## Kariera klubowa
Nieto pochodzi ze stołecznego miasta Meksyk i jest wychowankiem akademii juniorskiej tamtejszego klubu Pumas UNAM. Do pierwszej drużyny został włączony jako osiemnastolatek przez szkoleniowca Ricardo Ferrettiego, pierwszy mecz rozgrywając w niej w marcu 2010 z honduraskim Marathónem (0:2) w ramach rozgrywek Ligi Mistrzów CONCACAF. W meksykańskiej Primera División zadebiutował natomiast dopiero za kadencji trenera Guillermo Vázqueza, 8 sierpnia 2010 w wygranym 2:0 meczu z Cruz Azul. W wiosennym sezonie Clausura 2011 zdobył z ekipą Pumas tytuł mistrza Meksyku, lecz pozostawał wówczas głębokim rezerwowym zespołu, nie rozgrywając w jego barwach żadnego spotkania i występował wyłącznie w lidze meksykańskiej do lat dwudziestu (podczas jesiennego sezonu Apertura 2011 został królem strzelców tych młodzieżowych rozgrywek).
Premierowego gola w najwyższej klasie rozgrywkowej Nieto zdobył 10 listopada 2013, również w konfrontacji z Cruz Azul, tym razem zremisowanej 2:2. W jesiennym sezonie Apertura 2015 zdobył z Pumas wicemistrzostwo kraju, jednak zaledwie dwukrotnie pojawił się wówczas na boiskach.

## Statystyki kariery
| Prepa Pumas   | 2009–2010 | Meksyk | Segunda División | 1  | 0  | —  | — | —        | — | — | 1  | 0  |
| Pumas Premier | 2015–2016 | Meksyk | Segunda División | 20 | 13 | —  | — | —        | — | — | 20 | 13 |
| UNAM          | 2009–2010 | Meksyk | Liga MX          | 0  | 0  | —  | — | LMC      | 1 | 0 | 1  | 0  |
| UNAM          | 2010–2011 | Meksyk | Liga MX          | 3  | 0  | —  | — | —        | — | — | 3  | 0  |
| UNAM          | 2011–2012 | Meksyk | Liga MX          | 8  | 0  | —  | — | LMC      | 4 | 0 | 12 | 0  |
| UNAM          | 2012–2013 | Meksyk | Liga MX          | 13 | 0  | 10 | 4 | —        | — | — | 23 | 4  |
| UNAM          | 2013–2014 | Meksyk | Liga MX          | 8  | 1  | 8  | 2 | —        | — | — | 16 | 3  |
| UNAM          | 2014–2015 | Meksyk | Liga MX          | 4  | 0  | 7  | 2 | —        | — | — | 11 | 2  |
| UNAM          | 2015–2016 | Meksyk | Liga MX          | 2  | 0  | 4  | 0 | CL       | 2 | 0 | 8  | 0  |
| UNAM          | 2016–2017 | Meksyk | Liga MX          | 0  | 0  | —  | — | —        | — | — | 0  | 0  |
| Ogółem        | Ogółem    | Ogółem | Ogółem           | 59 | 14 | 29 | 8 | LMC + CL | 7 | 0 | 95 | 22 |

Legenda:
- LMC – Liga Mistrzów CONCACAF
- CL – Copa Libertadores